# 哲罗鲑
哲罗鲑（學名：Hucho taimen；西伯利亞土著突厥語：bel），又名普通哲罗鱼（羅馬化：Obyknovénnyĭ taĭménʹ）、西伯利亚鲑或大红鱼，是一种冷水性淡水食肉鱼类，是鲑科哲罗鱼属的指名物种。

## 外形
身体延长侧扁，体型大，身长在1米以上至2米多，体重可達50公斤（但曾經有發現長達4米，重達90公斤的個體），口大，連舌上也有牙，牙齿尖锐，個性凶猛，背面棕褐色，体侧银白，并有十字形黑斑，生殖期腹面和鳍呈現红色。

## 习性
哲罗鱼為大型肉食性鱼类，主要捕食其他鱼类，以及在依水生活的蛙类、蛇类、鼠类、鸟类等。
哲罗鱼为冷水性鱼类，淡水生活，大部分时间生活在水流湍急的溪水中，秋季會游到主流的深处，在较深的水体如大江干流、湖泊中越冬。春季洄游到水流湍急、底多沙砾的支流中掘穴产卵。幼鱼经4-5年才成熟。

## 分布
哲罗鱼主要分布在亚洲北部地区，西至伏尔加河流域及俄罗斯额尔齐斯河流域等、东至伯朝拉河流域、南至黑龙江流域，包括中国东北各大河流，北至勒拿河流域均有发现。该物种的模式产地在图拉河和西伯利亚其他河流。
与哲罗鲑同属有布氏哲罗鱼（H.bleekeri），俗称“虎嘉鱼”，产于中国四川岷江及汉江上游，为中国国家一级保护野生动物。野生哲罗鲑为国家二级保护野生动物。

## 經濟利用
哲罗鲑肉味鲜美，是重要而珍贵的食用及養殖魚，另可作為遊釣魚，但目前新疆一帶的哲羅鮭已有一段時間未出現過，似乎已經絕種，而目前全中國的哲羅鮭數量也已所剩無幾。